# Torymoides testacea
Torymoides testacea är en stekelart som först beskrevs av Jean-Jacques Kieffer 1910.  Torymoides testacea ingår i släktet Torymoides och familjen gallglanssteklar. Inga underarter finns listade i Catalogue of Life.